# Phaea phthisica
Phaea phthisica es una especie de escarabajo longicornio del género Phaea, tribu Tetraopini, subfamilia Lamiinae. Fue descrita científicamente por Bates en 1881.

## Descripción
Mide 4,25-8,5 milímetros de longitud.

## Distribución
Se distribuye por Colombia, Costa Rica, El Salvador, Guatemala, Honduras, México, Nicaragua y Panamá.